# Jessica Lange
Denne artikel omhandler personen Jessica Lange. Der er også andre personer med dette efternavn, se Lange (flertydig).
Jessica Phyllis Lange (født 20. april 1949) er en amerikansk skuespiller, der har vundet to Oscars for sine filmpræstationer.

## Karriere
Jessica Lange er født i Minnesota og har rødder i blandt andet Holland, Tyskland og Finland. Som ung studerede hun kunst på University of Minnesota, men droppede det og tog i stedet til Paris, hvor hun studerede pantomime. I 1973 tog hun til New York City, hvor hun fik undervisning i skuespil, mens hun arbejdede som servitrice og fotomodel.
Hendes filmkarriere startede med den kvindelige hovedrolle i genindspilningen fra 1976 af King Kong. Filmen  og Langes præstation (hun vandt dog en Golden Globe for bedste kvindelige filmdebut det følgende år) fik dårlig kritik, men efter et par år fik hun alligevel nye roller, og med præstationerne i først Postbudet ringer altid to gange fra 1981,  rollen som Julie Nichols i Tootsie samt titelrollen i Frances begge fra 1982 fik hun sat en tyk streg under sit store talent. Hun blev nomineret til en Oscar for begge præstationer og vandt en Oscar for bedste kvindelige birolle for rollen i Tootsie. I de næste mange år leverede Lange en række intense kvindeportrætter i film som Sweet Dreams, Kærlighedens grænser og Blue Sky.
Fra begyndelsen af 1990'erne begyndte hun også at spille teater med roller som Blanche Dubois i Tennessee Williams' Omstigning til Paradis på Broadway i 1992, Mary Tyrone i Eugene O'Neills Lang dags rejse mod nat i London i 2000 og i Glasmenageriet af Williams i 2005 igen på Broadway.

## Privatliv
Fra 1970 til 81 var hun gift med fotografen Paco Grande. Siden 1982 har hun boet sammen med skuespillerkollegaen Sam Shepard.
Hun har tre børn, Alexandra, Hannah Jane og Walker Samuel. Hun bor i New York City. 
Jessica Lange er goodwill ambassadør for UNICEF. Hun er kendt for ikke at lægge skjul på sine politiske holdninger især til George W. Bush og hans regering, som hun var modstander af.

## Udvalgt filmografi
Spillefilm
- King Kong (1976)
- Det er showtime! (1979)
- Postbudet ringer altid to gange (1981)
- Frances (1982)
- Tootsie (1982)
- Country (1984)
- Sweet Dreams (1985)
- Det slemme hjerte (1986)
- Everybody's All-American (1988)
- Far North (1988)
- Kærlighedens grænser (1989)
- Mænd svigter ikke (1990)
- Cape Fear (1991)
- Night and the City (1992)
- Blue Sky (1994)
- Rob Roy (1995)
- A Thousand Acres (1997)
- Titus (1999)
- Prozac Nation (2001)
- Big Fish (2003)
- Broken Flowers (2005)
- Bonneville (2006)
- Wild Oats (2016)

Tv
- Kat på et varmt bliktag (1984)
- O Pioneers! (1992)
- Omstigning til Paradis (1995)
- Normal (2003)
- Sybil (2007)
- Grey Gardens (2009)
- American Horror Story (50 afsnit, 2011-2015)
- Feud (8 afsnit, 2017)

## Priser
- 1977: Vandt Golden Globe for bedste kvindelige debut i King Kong
- 1982: Nomineret til Oscar og Golden Globe for bedste kvindelige hovedrolle i Frances
- 1982: Vandt Oscar og Golden Globe for bedste kvindelige birolle i Tootsie
- 1984: Nomineret til Oscar og Golden Globe for bedste kvindelige hovedrolle i Country
- 1984: Nomineret til Oscar for bedste kvindelige hovedrolle i Sweet Dreams
- 1989: Nomineret til Oscar og Golden Globe for bedste kvindelige hovedrolle i Kærlighedens grænser
- 1994: Vandt Oscar og Golden Globe for bedste kvindelige hovedrolle i Blue Sky
- 1996: Vandt Golden Globe for bedste kvindelige hovedrolle i tv-film for Omstigning til Paradis
- 2002: Tildelt Donostia prisen ved filmfestivalen i San Sebastián for hele karrieren
- 2009: Vandt Emmy for bedste kvindelige hovedrolle i Grey Gardens
- 2011: Vandt Golden Globe for bedste kvindelige birolle i en tv-serie for American Horror Story
- 2012: Vandt Emmy for bedste kvindelige hovedrolle i American Horror Story
- 2014: Vandt Emmy for bedste kvindelige birolle i American Horror Story
- 2016: Vandt Tony for bedste kvindelige hovedrolle i Lang dags rejse mod nat